# 灰毛槭
灰毛槭（学名：Acer hypoleucum）为槭树科槭属下的一个种。

## 扩展阅读
- 維基物種上的相關：灰毛槭